# Estadio Metalurg (Donetsk)
El estadio Metalurh (en ucraniano: Стадион «Металлург») es un estadio de fútbol en la ciudad de Donetsk, Ucrania. Fue inaugurado en 1952, tiene una capacidad de 5.094 y es propiedad del Metalurh Donetsk, club de fútbol que juega como local.
En verano de 2009 en el estadio se celebraron tres partidos del Campeonato de Europa sub-19 de 2009. El promedio de asistencia en el estadio durante el torneo ascendió a 940 personas.